# Serrat de la Creu de la Contrella
El Serrat de la Creu de la Contrella és una muntanya de 859,9 metres que es troba al municipi de Lladurs, a la comarca catalana del Solsonès.